# Monika Rubin

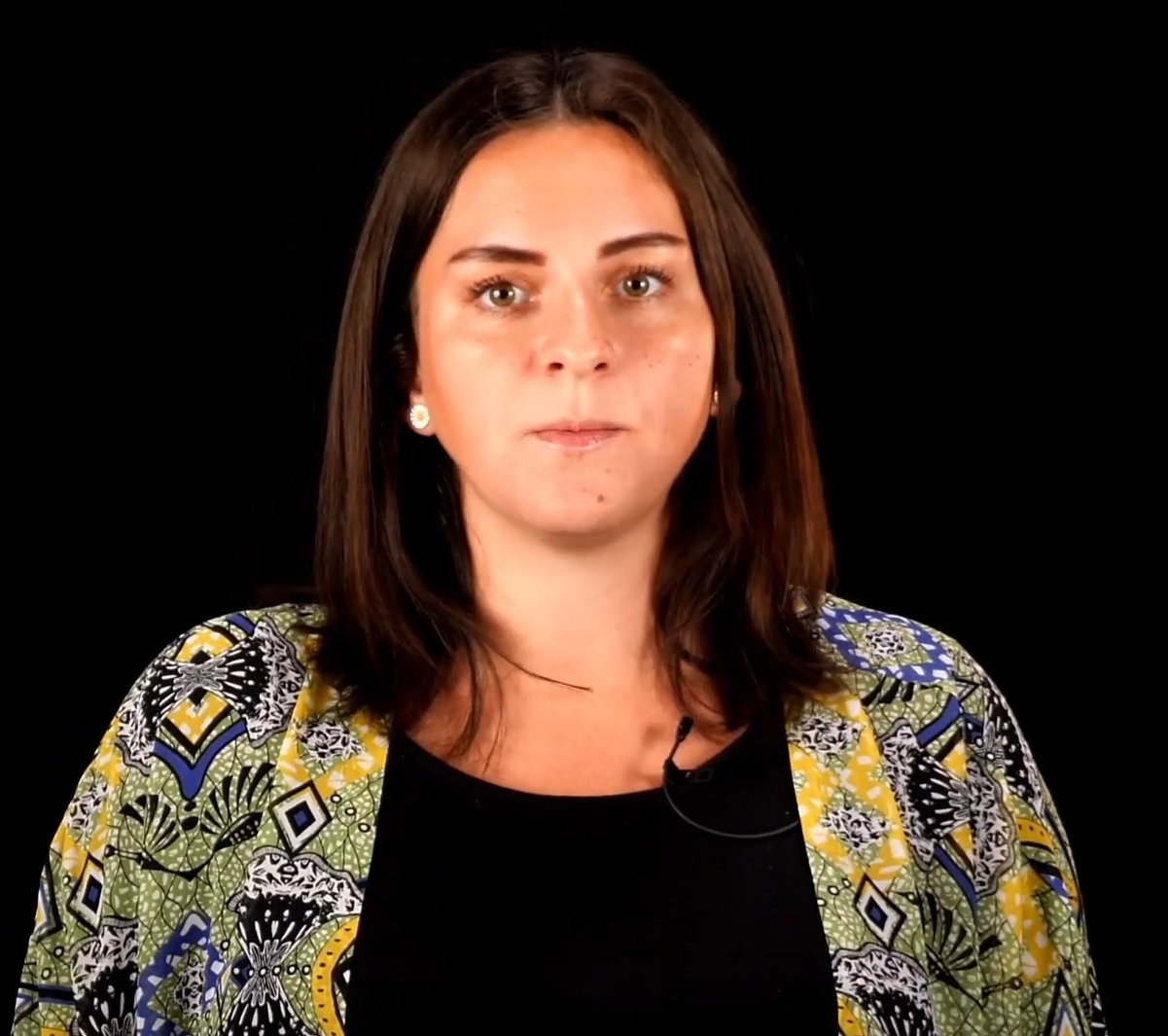
Monika Rubin (2019)

Monika Rubin (* 20. Dezember 1987 in Hvidovre) ist eine dänische Politikerin der Moderaten und seit 2022 Abgeordnete des dänischen Folketings. Seit dem 22. April 2025 ruht ihr Mandat, während Rubin sich in Elternzeit befindet.

## Leben und Ausbildung
Rubin wurde als Tochter einer polnischen Mutter und eines persischen Vaters in Hvidovre, einem Vorort von Kopenhagen geboren. 2015 schloss sie ein Studium der Humanmedizin an der Universität Kopenhagen ab und arbeitete im Anschluss bis 2018 als Ärztin. Von 2019 bis 2022 war sie Forschungsassistentin und Promovendin am Krankenhaus von Herlev.
Rubin ist verheiratet, Mutter von zwei Kindern und lebt in Kopenhagen.

## Politische Karriere
Bei der Folketingswahl 2022 wurde Rubin für die neugegründete Partei der Moderaten im Großwahlkreis Kopenhagen-Umgebung (Københavns Omegns Storkreds) ins dänische Parlament gewählt. Sie ist gesundheitspolitische Sprecherin ihrer Partei und auch Politische Sprecherin (politisk ordfører) der Moderaterne-Fraktion. Sie folgte in dieser Rolle auf Jakob Engel-Schmidt, nachdem dieser Kulturminister geworden war. Mit Beginn ihrer Elternzeit im April 2025 übergab sie ihr Mandat an ihren gewählten Stellvertreter, das Amt des Politischen Sprechers übernahm Mohammad Rona.